# 松宮寒骨
松宮 寒骨（まつみや かんこつ、1883年1月3日 - 1968年6月25日）は、日本の俳人、広告研究家。本名、松宮三郎。寒骨は俳号。三越本店の広告部長を務め、広告実務や広告学に関する多くの著作を刊行した。石川県出身。早稲田大学卒。

## 経歴
1883年（明治16年）1月3日に石川県金沢市小立野鷹匠町で生まれる。開成中学校（現在の開成中学校・高等学校）を経て1908年（明治41年）に早稲田大学大学部商科（現在の早稲田大学商学部）を卒業。三越呉服店（現在の三越百貨店）に入社し、のちに本店の広告部長となった。
学生時代から俳句を始め、新傾向俳句の河東碧梧桐に師事し、碧梧桐と中村不折が立ち上げた龍眠会に参加。また久米正雄（三汀）や泉天楼、内田易川が立ち上げた碧梧桐派の雑誌『朱鞘』の同人となった。石井露月の『俳星』にも投句している。のち碧梧桐が立ち上げた『海紅』の同人となり、自由律俳句を詠む。碧梧桐が海紅を去ると、同じく海紅同人だった風間直得を編集長として『東京俳三昧』を創刊。『碧』を主宰していた碧梧桐と合流する形で『三昧』を立ち上げた。しかしその後、主宰が中塚一碧楼となった海紅に戻り、以降は晩年まで海紅に拠った。1968年（昭和43年）6月25日、85歳で没。

## 広告研究家として
俳人・松宮寒骨は同時に、長く三越本店の広告部長でもあった。その関係で三越の前身である越後屋時代からの広告を研究し、日本の広告や宣伝、広報に関する数々の著作を、本名の松宮三郎名義で世に送り出した。また、上智大学専門部新聞科（現在の上智大学文学部新聞学科）で学科創設時から講師（担当は広告論）を務め、母校の早稲田大学でも、創成期よりの早稲田大学広告研究会との関わりから、広告学を教えている。

## 著作
広告関連著作は本名の「松宮三郎」名義である。
- 『駿河町』、1915年[4]
- フランク・フアリングトン 著 『クラーアクブツク』 佐藤出版部、1915年 ※松宮三郎, 中村登利三 訳[5]
- 『販売学講話』 早稲田大学出版部、1923年
- 『広告学概論』 巌松堂書店、1924年 ※初版
- 『新聞広告の諸問題』 新聞之新聞社〈新聞全集 第8巻〉、1931年
- 『店頭販売の秘訣』 誠光堂、1933年
- 『百貨店読本』 成美堂、1934年
- 『広告実務』 東洋出版社〈商工実務全書 第5巻〉、1935年
- 『広告生活二十年』 誠文堂新光社、1935年
- 『すぐ利く広告』 三笠書房、1938年
- W・D・スコット 著 『広告心理学』 千倉書房、1939年 ※松宮三郎 訳
- 『これからの繁昌する商店経営法』 商工通信社〈商工実務叢書 1〉、1947年
- 『宣伝心理学』 白揚社、1948年
- 『広告文化の課題』 千葉商事、1948年
- 『小売商店の広告』 和平書房〈小売商店実務選書 第1〉、1950年
- 『小売商店の最新経営』 和平書房〈小売商店実務選書 第2〉、1950年
- 『新宣伝広告読本』 双龍社、1950年
- 『市場占拠と広告問題』 正統社、1950年
- 『宣伝広告の仕方』 金園社〈実用百科選書〉、1956年
- 『お客応対の仕方』 金園社〈金園選書〉、1957年
- 『江戸の看板』 東京看板工業協同組合、1959年 ※1969年 東峰書房より再版
- 『江戸の物売』 東峰書房、1968年
- 『江戸歌舞伎と広告』 東峰書房、1973年